# Cosmologia do legendarium de Tolkien
A cosmologia do legendarium J. R. R. Tolkien, combina aspectos da teologia e metafísica Cristã,e de outras crenças (especialmente mitologia Germânica) e conceitos cosmológicos pré-modernos ao paradigma da Terra plana com o moderno ponto de vista esférico da Terra junto do sistema solar.
A cosmologia de Tolkien é baseado em um claro dualismo entre o mundo espiritual e o material.
Enquanto os Ainur, os primeiros criados, mas seres angélicos imateriais têm o poder "sub criativo" da imaginação, o poder de criar a vida independente, ou a realidade física é reservado para Eru Ilúvatar (Deus); este poder (principal) da criação é expresso pelo conceito de um "Fogo Secreto" ou "Chama Imperecível". O Termo para o universo material é Eä, o Mundo que É", como distinguido da puramente idealista pré-figuração de criação na mente dos Ainur. Eä que contém a nossa Terra (e o sistema solar) em um mítico passado antigo, de que a terra-Média é o principal continente. Eä (quenya para "deixe [estas coisas]serem!") foi a palavra falada por Eru Ilúvatar (metaforicamente, no alegado quenya-a linguagem narrativa da criação) por que ele trouxe o universo físico a realidade.
A história examina a possibilidade de teologias alternativas, no sentido de exotheologia, ao postular a imortalidade (através da reencarnação) para os Elfos, contrastando com o destino dos Homens, que permanecem sujeitos à mortalidade.

## Ontologia e a criação

### Relato da criação
Eru Ilúvatar é o nome élfico (em quenya) do monoteísta Deus da criação.
Eru significa "O único", ou "Aquele que está Sozinho" e Ilúvatar significa "Pai de Todos". Os nomes aparecem na obra de Tolkien tanto isolados quanto juntos (Eru Ilúvatar).
Ele primeiro criou um grupo de seres angélicais, chamados em Élfico de Os Ainur, e esses espíritos santos foram co-atores na criação do universo através de uma música sagrada e cantando a chamada "Música dos Ainur", ou Ainulindalë em Élfico.
Eru sozinho pode criar  vida ou realidade independentes, dando-lhe a Chama Imperecível. Todos os seres que não foram criados diretamente por Eru, (por exemplo, Anões, ents, Águias), ainda precisam ser aceitos por Eru para tornarem-se mais do que meros fantoches de seu criador. Melkor desejou a Chama Imperecível e muito procurado por ela em vão, mas ele só poderia torcer que já havia sido dado a vida.

A "Chama Imperecível" ou "o Segredo do Fogo", representa o Espírito Santo na teologia do cristianismo . representa a atividade criativa de Eru, inseparáveis tanto dele e de sua criação. Na interpretação de Christopher Tolkien, ela representa "o mistério da autoria", o autor tanto do lado de fora de seu trabalho e habitação.
A morada de Eru e os Ainur fora do tempo ou o universo físico é também chamada de "Timeless Halls" (Céu).
Tolkien fez questão de manter o destino final das almas dos Homens e a natureza de sua mortalidade abertos e desconhecidos para os Elfos (que estão ligados ao mundo físico pelo tempo de sua duração, e escatologia Cristã não é aplicável).
No conto de Adanel é sugerido que os Homens retornam para Eru após a morte.
O relato dos "eventos" que antecederam a criação não é apresentada a partir de uma perspectiva onisciente , mas apresentada como uma ficção tradição, supostamente um registro de conta ao Valar para os Elfos de Aman, e de lá transmitido para a terra-Média, e traduzido do Valarin em primeiro lugar em quenya e mais tarde, em línguas humanas. Entende-se que os Valar, que estavam presentes no momento da criação como Ainur, deram um relato honesto para os Elfos, mas estavam restritos aos limites da linguagem, a descrição da "Música" ou das palavras "faladas" por Eru, ou os seus "Halls" e o segredo da "Chama", etc. serão tomados como metáforas.

### Fëa e hröa
Fëa e hröa são as palavras para "alma" (ou "espírito") e o "corpo" dos Filhos de Ilúvatar, Elfos e Homens. Seus
hröa é feito de matéria de Arda (erma); por esta razão hröar são Marcadas (ou, usando outra expressão por Tolkien-se, conter um "Melkor princípio").
Quando um Elfo morre, o fëa deixa o hröa, que, em seguida, "morre". O fëa é convocado para as Salas de Mandos, onde é julgado; no entanto, como com a morte de sua livre vontade não é tirada, eles poderiam recusar-se a citação. Se permitido pelo Mandos, o fëa pode ser re-encarnado em um novo corpo é idêntico ao anterior hröa. (Em versões anteriores da história também pode re-introduza o encarnado mundo através de criança-do nascimento.)
A situação dos Homens é diferente: um Mannish fëa é apenas um visitante de Arda, e quando o hröa morre, o fëa, depois de uma breve estadia em Mandos, deixa Arda completamente. Originalmente, os homens poderiam "entregar-se: morrer de vontade livre, e até mesmo do desejo, na estel" mas Melkor fez os Homens temem a morte, em vez de aceitar com alegria o Dom de Eru.

### Mundo invisível
Em O Senhor dos Anéis de Tolkien, justifica a natureza do Anel explicando que, Elfos e outros seres imortais habitar em "dois mundos" de uma vez (o físico e o espiritual, ou mundo Invisível) e têm grande poder em ambos, especialmente aqueles que viveram na luz das Duas Árvores antes que o Sol e a Lua; e que os poderes associados a "magia" eram de natureza espiritual. Mortais, por outro lado, são acorrentados a seus corpos, têm menos influência sobre eles, e seu fëa deixar o mundo sem eles. Isso representa um problema para os seres imortais cujo espírito não diminuem ao longo do tempo, mas tornam-se cada vez mais dependentes de seus corpos físicos.
Os Elfos que permaneceram na terra-Média , onde Melkor, uma vez que foi dominante, sendo em corpos e rodeado por coisas que são próprios Marcada e sujeito a decadência pela influência de Melkor, criou os Anéis do Poder de um desejo de preservar o mundo físico inalterado; como se estivessem no Aman de Valinor, a casa dos Ainur. Sem os anéis são destinados para, eventualmente, "fade", acabou se tornando sombras no mundo físico, prefigurando o conceito de Elfos como habitação, em separado, e muitas vezes o metro (ou no exterior) plano histórico mitologia Europeia. Mortais que usam um Anel de Poder, estão destinados a "fade" muito mais rapidamente, assim como os anéis natural preservar a sua vida, transformando-os em espectros. A invisibilidade é um efeito colateral disso, como o utente está temporariamente puxado para o espírito do mundo. seres Imortais, no entanto, ficou preso no seu corpo durante longos períodos de tempo, sujeito a reencarnação só se seus corpos foram destruídos.

### Subcriação
Peter Hastings, gerente de Newman Livraria (livraria Católica em Oxford), escreveu a Tolkien (o próprio Católico) se opondo à sua descrição da reencarnação , conforme aplicável, os Elfos:
Em 1954 rascunho de uma resposta para Hastings, Tolkien defendeu suas ideias criativas como uma exploração do infinito "potencial variedade" de Deus: que ele não precisa conformar-se à realidade de nosso mundo, de modo que não deturpar a natureza essencial do divino:

### O mal na terra-Média
Tolkien usou a primeira parte de O Silmarillion, o relato da criação, para descrever os seus pensamentos sobre a origem do mal em seu mundo fictício, de que tomou as dores esteja de acordo com suas próprias crenças sobre o assunto, como contabilizados em Tolkien Letras. Essas crenças foram elaboradas tanto no começo e no final da vida, e Tolkien, procuravam trazê-los de forma consistente, em linha com seus pontos de vista sobre o mal no mundo real; em contraste à disseminação de recepção crítica das obras de Tolkien como, de alguma forma, retratando, ou até mesmo com carinho imaginando, um binário confronto entre o absoluto, o bem e o mal.
Em Tolkien história, o mal representa uma rebelião contra o processo criativo posta em movimento por Eru. O mal é definido pela sua original ator, Melkor, um Luciferiano figura que cai da graça em rebelião ativa contra Eru, de um desejo de criar e controlar as coisas de sua própria, que não esteja de acordo com as harmonias de outros seres angelicais. Como ela se origina com Melkor, cujas idéias e concepções são subservientes à vontade de Eru, o seu mau, por definição, constitui uma relativa ausência do bem, no Agostinianos tradição, em vez de uma força de oposição à vontade de Deus no Maniqueísta tradição. Eru nega explicitamente Melkor o desejo de ser um demiurgo, e suas ações em desafio criativo vontade de Eru são marcados como mal nesse sentido; Tolkien rejeitado o Gnosticismo do tipo descrito no mythopoeia de William Blake.
O "bom" anjos liderados por Melkor "irmão" Manwë são inspirados diretamente por Eru ensinamentos, e buscar a realizar os seus desejos diretamente, mas falta-se a capacidade de criar coisas que não são inspirados por Eru, eles não necessariamente entender a natureza do mal; Manwë, posteriormente, versões de Melkor de prisão, em busca de sua redenção, como ele é incapaz de compreender totalmente a Melkor é o ódio. No entanto, Eru leva um dos Ainur de lado (Ulmo, a Vala de água) e mostra-lhe uma visão de neve, gelo e chuva; coisas que Ulmo não tinha imaginado, que foram possíveis graças a extremos de calor e frio imaginado por Melkor. Assim, ao descrever a nova Criação, Eru diz Melkor e os outros que:
Através de Manwë, Tolkien sugere que o enredo da história principal em si, os 500 anos da guerra das Silmariles, é um exemplo de que este princípio em ação:
Isso leva Melkor a inveja resultante criação e procuram destruí-lo, tornando-se o final niilista. Tolkien explica que Melkor não estaria satisfeito com controle, para a questão da criação continuaria a ser a visão de Eru, e assim, o mal não poderia ter o domínio no final, até mesmo se o mundo fosse destruído. o Mal no mundo de Tolkien é assim, em e de si mesmo, incapaz de impulso criativo:
No entanto, Tolkien também enfatizou que todos os seres com livre arbítrio seria assunto para um semelhante de queda, devido a ser dada a opção de rejeitar a vontade de Eru ou abraçar a harmonia da criação. No Morgoth do Anel e em suas notas escritas no final da vida, Tolkien passou muito tempo em questões de cosmologia e teologia dentro do universo ficcional, e descrito como Melkor, como o original do mal, representou a única "pura" do mal na história; todos os outros seres foram trocados desde o livre-arbítrio, e mesmo Melkor mesmo não foi mal na origem, sendo a criação das fundamentalmente bom ser supremo. Em um esforço para subverter a criação, Tolkien descreve estas notas como Melkor derramou a sua essência espiritual no próprio tecido da matéria, de tal forma que todas da terra-Média foi o equivalente a Sauron's ring para Melkor, daí o título do volume.

## O universo físico
O Vazio, Avakúma, Kúma, o Exterior Escuro, o mais Velho Escuro, o Eterno Escuro — Uma região desabitada do nada descrito como existente fora de Arda, e alcançado através de Portas de Noite.
Avakúma é, portanto, parte da realidade física, mas um vasto espaço desprovido de qualquer conteúdo material, correspondente à moderna noção de espaço exterior. Existe a possibilidade de confusão entre este conceito do Vazio, e o Vazio que antecedeu a criação de Eä, como um estado de Não-ser.
Nada de qualquer poder ou força pode ser usado dentro o Vazio. Melkor foi lançado no Vazio após a Guerra da Ira, mas a lenda prevê seu retorno para o mundo antes do fim.

### Cosmologia da Terra plana
Arda é o termo para "Terra", i.e. o habitável continentes e os mares ao redor deles.
Em Tolkien concepção, Arda (Terra), foi criado especificamente como "a Morada" (Imbar ou Ambar) para os Filhos de Ilúvatar (Elfos e Homens). Prevê-se em uma Terra plana cosmologia, com o sol, a lua e as estrelas girando em torno dela. Tolkien desenhos mostram um disco-como a face para o mundo que olhou para as estrelas.
Tolkien escreveu que a terra-Média ou Endor, originalmente, conformando um grande esquema simétrico, que foi marcado por Melkor. Os vários conflitos com Melkor (bem como pela ação dos Valar em uma ocasião) resultou em formas de terras a ser distorcida.
Originalmente, Arda começou como um simples mundo e os Valar criaram duas lâmpadas para iluminar, Illuin e Ormal. A Vala Aulë forjados grandes torres, Helcar no mais distante para o norte, e Ringil, no mais profundo sul. Illuin foi definido após Helcar e Ormal sobre Ringil. No meio, onde a luz das lâmpadas, amassada, o Valar habitaram na ilha de Almaren , no meio de um Grande Lago.
Quando Melkor destruiu as Lâmpadas dos Valar, dois vastos mares interiores (Helcar e Ringil) e dois grandes mares (Belegaer e a Leste do Mar) foram criados, mas Almaren e do seu lago foram destruídos.
Os Valar deixou a terra-Média e foi para a recém-formada continente de Aman no ocidente, onde eles criaram a sua casa, chamada Valinor. Para desencorajar Melkor de acometendo a Aman, eles impulso o continente da terra-Média, a leste, assim, o alargamento Belegaer no seu meio e levantar cinco grandes cadeias de montanhas na terra-Média que adoptou, relativamente distribuição simétrica, nomeadamente o Azul, Vermelho, Cinza, Amarelo Montanhas e Montanhas de Vento. Este ato, no entanto, arruinou a simetria da forma dos continentes e a sua intervenção mares.
- Vaiya, Ekkaia, Envolvendo o Oceano, o que Circundam o Mar (espaço Exterior) — Um mar escuro que envolve o mundo antes do cataclismo no final da Segunda era. Vaiya fluxos completamente todo o mundo, formando um mar de baixo e um formulário de ar acima dele. Arda é descrito como a flutuação no Vaiya, como um navio sobre o mar. Ulmo, o Senhor das Águas que habita em Vaiya, abaixo das raízes de Arda. Vaiya é descrito como extremamente frio: onde suas águas atender as águas de Belegaer , no noroeste da terra-Média um abismo de gelo é formado, o Helcaraxë. Vaiya não suporta quaisquer navios, exceto os barcos de Ulmo: os navios do Númenóreans que tentou vela sobre ele afundou, afogando os marinheiros.[citação necessários] O Sol passa através de Vaiya no seu caminho em todo o mundo, o aquecimento é à medida que passa. Depois de Arda foi feita rodada Vaiya, aparentemente, desapareceu, embora ele pode ter sido alterado para o superior atmosfera do mundo.
- Ilmen (o sistema Solar) — Uma região de ar limpo permeada pela luz, antes do cataclismo no final da Segunda era. As estrelas e outros corpos celestes são encontradas nesta região. Tolkien provavelmente derivado de seu nome ilma, a finlandesa do word para o ar. A Lua passa através de Ilmen em seu caminho ao redor do mundo, mergulhar no Abismo de Ilmen em seu caminho de volta.

### Cosmologia da terra esférica
Tolkien história aborda a Terra esférica paradigma, retratando uma catastrófica de transição a partir de um plano para um mundo esférico, em que Aman foi removido "dos círculos do mundo".
Essa transição a partir de um plano para uma Terra esférica, está no centro de Tolkien "Atlantis" lenda.
Sua inacabado The Lost Road sugere um rascunho de uma ideia de continuidade histórica de ligar o Élfico mitologia da Primeira Idade com o clássico mito de Atlantis, o Germânico migrações, Anglo-Saxão da Inglaterra e o período moderno, apresentando a lenda de Atlântida de Platão e outros dilúvio mitos como "confuso" conta a história de Númenor. Cataclísmica re-formação do mundo teria deixado a sua marca na memória cultural e o inconsciente coletivo da humanidade, e até mesmo na memória genética dos indivíduos. O "Atlântida" parte da história explora o tema da memória de uma 'estrada reta" para o Ocidente, que agora só existe na memória, ou um mito, porque o mundo físico foi alterado.
O Akallabêth diz que o Númenóreans que sobreviveram à catástrofe navegaram para oeste até que eles podiam, em busca de sua antiga casa, mas suas viagens só trouxe em todo o mundo de volta aos seus pontos de partida. Assim, antes do final da Segunda era, a transição da "Terra plana" a "ronda a Terra", tinha sido concluída. Novas terras também foram criados no ocidente, análogo ao Novo Mundo. A mesma idéia é expressa em A Estrada Perdida, através de um alliterating linha Primitivo Germânico é revelado como um protagonista, Westra lage wegas rehtas, nu isti sa wraithas "Oeste, coloque um caminho direto, mas agora ele é dobrado."
A mesma frase é gravada em Adûnaic, a língua original de "Atlantis", revelou um dos protagonistas de A Noção do Clube de Papéis (escrito em 1945), a leitura adûn izindi batân tâidô ayadda: îdô kâtha batîna lôkhî; este é glosado (pelo personagem que viveu a visão, dentro da narrativa de ficção, como: "west / [a] / reta da estrada / uma vez que / foi / agora / tudo / estradas / [são] torto").
Alguns anos depois da publicação de O Senhor dos Anéis, em uma nota associada a única história narrativa "Athrabeth Finrod ah Andreth" (o que é dito ocorrer em Beleriand durante a Guerra das Jóias), Tolkien equiparado Arda com o Sistema Solar; porque Arda por este ponto consistia em mais do que um corpo celestial (Valinor ser de outro planeta e o Sol e a Lua sendo objetos celestes em seu próprio direito e não os objetos em órbita da Terra).

## Nomes de planetas e constelações
Em simultâneo com as primeiras versões da mitologia de Tolkien desenvolveu uma lista de nomes e significados chamado o Qenya Lexicon. Christopher Tolkien, incluídos os extratos, a partir deste, em um apêndice para O Livro dos Contos Perdidos, incluindo as menções específicas de estrelas, planetas e constelações nas entradas: Gong, Ingil, Mornië, Morwinyon, Nielluin, Silindrin, e Telimektar.
No texto introdutório para o índice de Morgoth do Anel de Christopher Tolkien notas de vários nomes que seu pai, identificado como planetas, mas especula que isso pode ter sido a passagem de pensamentos, em vez de conclusões definitivas.
- Alcarinque, Morwen,[24] Silindo (Júpiter?)[25] Anarrima Anor, Ur[26] (the Sun)[27] See Sun (Middle-earth).
- Borgil (Aldebaran?)[28]
- Carnil (Mars?)[25]
- Eärendil’s Star, "Gil-Amdir",[29] "Gil-Estel",[30] "Gil-Oresetel", and "Gil-Orrain"[31] - The light of the Silmaril set on Eärendil's ship Vingilot, which represents the planet Venus. Earendel is a name of the morning-star in the Old English Crist I poem. The line éala éarendel engla beorhtast "Hail, Earendel, brightest of angels" was Tolkien's inspiration to this part of the legendarium. The Old English phrase is rendered in Quenya as Aiya Eärendil, elenion ancalima!  "Hail Eärendil, brightest of stars!". The Old English name may be translated literally as dawn-treader (i.e. the star appearing ahead of and heralding dawn), and is also the inspiration for Lewis' Dawn Treader.
- Eksiqilta, Ekta- (Orion’s Belt)[32]
- Elemmire (Mercury?)[25]
- Helluin, Gil,[24] Nielluin, Nierninwa (Sirius)[33]
- Ithil, Silmo,[32] (the Moon)[27] See Moon (Middle-earth).
- Luinil (Uranus?)[25]
- Lumbar (Saturn?)[25]
- Menelvagor, Daimord,[24] Menelmacar, Mordo,[32] Swordsman of the Sky, Taimavar, Taimondo, Telimbektar, Telimektar, Telumehtar (Orion)[27] — A constellation meant to represent Túrin Turambar and his eventual return to defeat Melkor in The Last Battle. Menelmacar superseded the older form, Telumehtar (which nonetheless continued in use), and was itself adopted into Sindarin as Menelvagor.
- Morwinyon (Arcturus)[34]
- Nenar (Neptune?)[25]
- Remmirath, Itselokte,[32] Sithaloth,[35] (Pleiades)[36]
- Soronúme
- Telumendil
- Til
- Valacirca, the Sickle of the Valar,[37] Burning Briar,[38] Durin’s Crown,[27] Edegil,[39] Otselen, the Plough, Seven Stars,[40] Seven Butterflies,[41] Silver Sickle, Timbridhil,[42] (Ursa Major / Big Dipper)[43] — An important constellation of seven stars set in the sky by Varda as an enduring warning to Melkor and his servants, and which precipitated the Awakening of the Elves. It also formed the symbol of Durin, seen on the doors of Moria, and inspired a song of defiance from Beren. According to the Silmarillion it was set in the Northern Sky as a sign of doom for Melkor and a sign of hope for the Elves. The Valacirca is one of the few constellations named in the book, another significant one being Menelmacar.
- Wilwarin (Cassiopeia?)[44]
- Vista, Air (the Atmosphere) — Vista is the breathable air.
- Fanyamar, Cloudhome — The upper air where clouds form.
- Aiwenórë, Bird-land — The lower air where the paths of birds are found.